# Petrovice (Bruntáli járás)
Petrovice község Csehországban, a Bruntáli járásban. Petrovice Zlaté Hory, Město Albrechtice, Janov és Heřmanovice településekkel határos. Lakosainak száma 144 fő (2024. január 1.).

## Népesség
A település lakosságának változását az alábbi diagram mutatja:
| Lakosok száma | 1327 | 1301 | 806  | 267  | 237  | 141  | 132  | 140  | 141  | 144  |
|               | 1869 | 1890 | 1921 | 1950 | 1980 | 2001 | 2017 | 2019 | 2022 | 2024 |